# Nakalipithecus nakayamai
Nakalipithecus nakayamai (Kunimatsu et al., 2007) è una specie estinta di ominide vissuta a Nakali, in Kenya, tra i 9,9 e gli 8,8 milioni di anni fa, durante il tardo Miocene; è stata descritta per la prima volta da una mascella destra e undici denti isolati ritrovati nel 2005 in depositi di colate di fango, durante degli scavi archeologici, da un team di ricercatori giapponesi e kenioti in un luogo denominato colline di Tugen, nell'area di Nakali, nell'ex provincia della Rift Valley.
Il nome è in onore del geologo giapponese Katsuhiro Nakayama, che lavorò nella spedizione. L'esemplare risale al tardo Miocene e si pensa che sia di sesso femminile perché i denti sono di dimensioni simili a quelli delle femmine di gorilla e orango. I molari sono più piatti, lo smalto è più sottile e i canini sono più corti rispetto alle altre grandi scimmie. Sembra che il Nakalipithecus vivesse in un ambiente boschivo.